# Paraplatyptilia
Paraplatyptilia är ett släkte av fjärilar. Paraplatyptilia ingår i familjen fjädermott.
Kladogram enligt Catalogue of Life:
| Paraplatyptilia | \| \| Paraplatyptilia bolli \| \| \| \| \| \| Paraplatyptilia carelica \| \| \| \| \| \| Paraplatyptilia gaji \| \| \| \| \| \| Paraplatyptilia lineata \| \| \| \| \| \| Paraplatyptilia matzneri \| \| \| \| \| \| Paraplatyptilia optata \| \| \| \| \| \| Paraplatyptilia sahlbergi \| \| \| \| \| \| Paraplatyptilia sibirica \| \| \| \| \| \| Paraplatyptilia terminalis \| \| \| \| \| \| Paraplatyptilia vacillans \| \| \| \| |
|                 | \| \| Paraplatyptilia bolli \| \| \| \| \| \| Paraplatyptilia carelica \| \| \| \| \| \| Paraplatyptilia gaji \| \| \| \| \| \| Paraplatyptilia lineata \| \| \| \| \| \| Paraplatyptilia matzneri \| \| \| \| \| \| Paraplatyptilia optata \| \| \| \| \| \| Paraplatyptilia sahlbergi \| \| \| \| \| \| Paraplatyptilia sibirica \| \| \| \| \| \| Paraplatyptilia terminalis \| \| \| \| \| \| Paraplatyptilia vacillans \| \| \| \| |
|                 | Paraplatyptilia bolli |
|                 | |
|                 | Paraplatyptilia carelica |
|                 | |
|                 | Paraplatyptilia gaji |
|                 | |
|                 | Paraplatyptilia lineata |
|                 | |
|                 | Paraplatyptilia matzneri |
|                 | |
|                 | Paraplatyptilia optata |
|                 | |
|                 | Paraplatyptilia sahlbergi |
|                 | |
|                 | Paraplatyptilia sibirica |
|                 | |
|                 | Paraplatyptilia terminalis |
|                 | |
|                 | Paraplatyptilia vacillans |
|                 | |

## Bildgalleri

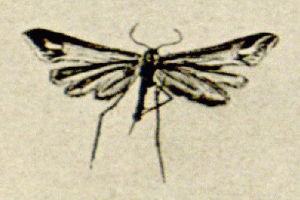